# Tatínek (film, 2004)
Tatínek je český celovečerní dokumentární film z roku 2004. Natočili ho podle vlastního scénáře Jan Svěrák a Martin Dostál. Snímek se věnuje životu a dílu Zdeňka Svěráka. Zachycuje jak jeho dětství či mládí, tak také začátky pedagogického působení v Měcholupech a v Žatci, následně pak jeho odchod do pražského Československého rozhlasu a též založení Divadla Járy Cimrmana. Věnuje se i okolnostem Svěrákova členství v Komunistické straně Československa nebo uměleckým sporům mezi ním a spolupracovníkem Ladislavem Smoljakem. Závěr filmu je věnován uměleckým sporům se Svěrákovým synem Janem, zda točit jejich společný film Vratné lahve, či nikoli.

## Historie

### Vznik
Dokument či medailonek o Zdeňku Svěrákovi chtělo v průběhu let točit více různých autorů. Svěrákův syn Jan ale tyto nabídky svému otci rozmlouval. Zdůvodňoval to tím, že by vzniklé dílo bylo příliš povrchní – natáčelo by se po dobu dvou dnů, během nichž by filmaři nasnímali, jak doma tvoří, a pokračovalo by se v Divadle Járy Cimrmana. Podle Jana Svěráka by bylo lepší zachytit život jeho otce v hodinovém dokumentu, neboť ten by se natáčel deset dní a mohl by tak podrobněji a lépe popsat životní peripetie Zdeňka Svěráka. Následně Zdeněk vyzval svého syna, aby jím navrhovaný film o něm natočil. Protože ale Jan sice na Filmové a televizní fakultě Akademie múzických umění (FAMU) dokumentaristiku vystudoval, ale tvorbě dokumentů se ve svém profesním životě nevěnuje, věřil, že na tento nápad jeho otec postupně zapomene.

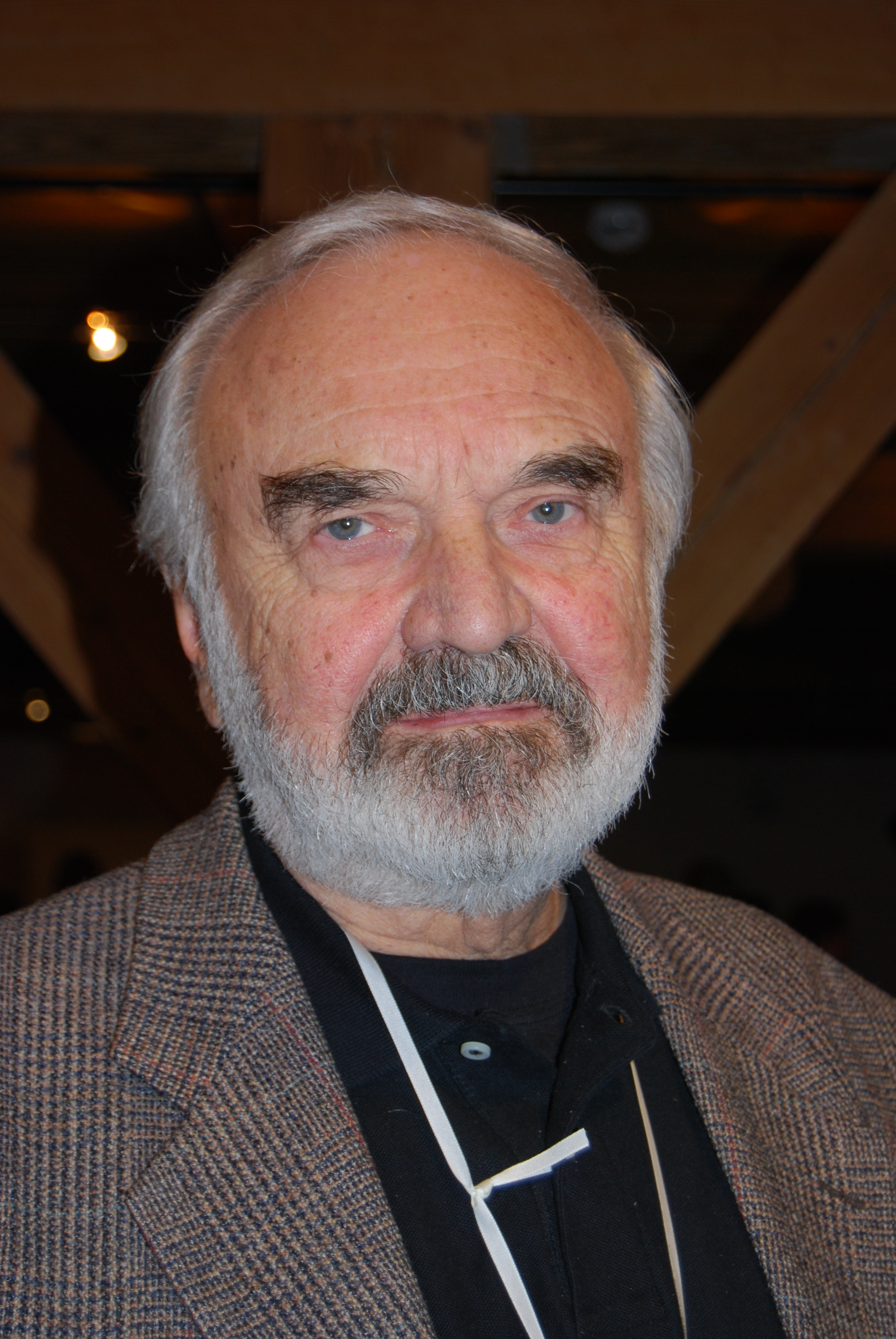
Film popisuje životní osudy Zdeňka Svěráka

Když ovšem Jan spolu se Zdeňkem navštívili se svým společným filmem Tmavomodrý svět město Žatec, kde Zdeněk Svěrák působil a Jan se tam narodil, napadlo Jana, jak dokument o svém otci koncipovat. Navštíví se Zdeňkem Svěrákem místa, která se vážou k jeho životu, a nechá ho zde vzpomínat a vyprávět o svých zážitcích. Jan, který dokument dosud nikdy netočil, přizval ke spolupráci dokumentaristu Martina Dostála. Natáčení začalo v lednu roku 2003. Během následujícího více než roku absolvovali tvůrci čtrnáct natáčecích dní, při kterých vzniklo celkem osmdesát hodin hrubého filmového materiálu. Točilo se v Praze na Bohdalci, kde Zdeněk Svěrák strávil své mládí. Dalšími lokalitami byly Kopidlno, Žatec, zimní výlet do Krkonoš a také Svěrákova chalupa, kterou má v Růžkových Lhoticích. Materiál pak byl během roku 2004 zpracován a výsledný dokument dostal název Tatínek, k němuž přibyl podtitul Mramorizace Zdeňka Svěráka. Ne všechny z natočených příhod se ale také ve výsledném dokumentu objevily. Mezi ty, jež se nakonec nepoužily, patří dva rozchody, a sice s Jiřím Šebánkem, jenž patřil mezi spoluzakladatele Divadla Járy Cimrmana, a s hudebním skladatelem Janem Klusákem, který několik sezón patřil do ansámblu divadla.

### Uvedení
Ke konci září roku 2004 se uskutečnila premiéra. Bylo to tedy v čase, kdy se mělo podle původních představ uskutečnit první představení snímku Vratné lahve. Film Tatínek nejprve v pražském Slovanském domě zhlédli 23. září novináři a o týden později, 30. září 2004, se ve stejných prostorách uskutečnila jeho premiéra pro veřejnost. Současně s tím také pro fanoušky vyšel na videokazetách a na DVD, který vedle vlastního snímku obsahoval navíc další bonusy. Těmi byly čtyři v dokumentu nakonec nepoužité scény, dále snímky z rodinného fotoalba Svěrákových či biografie Zdeňka Svěráka.
Na podzim roku 2004 se dokument objevil v programu Mezinárodního festivalu dokumentárních filmů Jihlava či Ekofilmu. Následující rok se představil na Mezinárodním filmovém festivalu Karlovy Vary a během podzimu roku 2014 byl též zařazen do přehlídky „10 krát 10 filmů, které spojil Žatec“. Vysílal se také v zahraničí, a to na přehlídkách pořádaných velvyslanectvími České republiky a českými centry ve Vídni (roku 2005) a v Brazílii (roku 2012). V televizi se poprvé vysílal na Štědrý den roku 2005 na stanici ČT1.

## Obsah
Děj začíná přípravou Zdeňka Svěráka na zájezd s Divadlem Járy Cimrmana. Na cestu si bere „sebáka“, tedy jídlo s sebou, a také „tašku pro hypochondry“, v níž má uloženy „prášky proti smrti“ nebo mast na rozpraskané paty. Pak se divák seznámí s některými Svěrákovými kolegy z divadla, následují odpočinkové aktivity či jízda na lyžích, při níž – během čekání na vlek – vypráví svůj rozhovor o Bohu, jenž vedl s mladíkem, snowboardistou, který s ním ve frontě čekal také. Zdeněk Svěrák ale také ukazuje Kopidlno, kam se jako sedmiletý chlapec během druhé světové války přestěhoval, pak navštíví také Žatec, kde vyučoval.
Ve snímku se objeví i záběr, kdy Svěrák na poli objeví dřevěnou budku, v níž během války stáli u Holešovické elektrárny na stráži vojáci Wehrmachtu. Po válce si boudu Svěrákova rodina odvezla, a když do ní během natáčení filmového dokumentu Zdeněk Svěrák nahlédne, zjistí, že se v ní ještě nachází pracovní obuv jeho maminky. Dále Svěrák ve filmu popisuje důvody svého členství v Komunistické straně Československa (KSČ) a zmiňuje také umělecké a osobní spory s Ladislavem Smoljakem.
Celý film měl původně skončit záběry z natáčení filmu Vratné lahve. Dokument Tatínek by tak ukazoval, jak vypadá příprava filmu, k němuž Zdeněk Svěrák píše scénář a nakonec si v něm i zahraje. K zahájení natáčení Vratných lahví ale do dokončení Tatínka nedošlo, neboť se Janovi, jenž je měl režírovat, nelíbila kvalita Zdeňkem předloženého scénáře. Dokument tak ukazuje jejich vzájemný spor, který končí domluvou, že se po čase Zdeněk ke scénáři vrátí a pokusí se jej upravit do podoby, jež by se jeho synovi zamlouvala. Tato krize byla intenzivnější i z toho důvodu, že se v ní střetly umělecké či profesní pohledy, které se prolínaly s rodinnými vazbami. Ve sporu jde vlastně o to, zda může existovat film, jenž neslibuje významné finanční zisky nebo kvalitní umělecký zážitek. Zdeňkovi Svěrákovi vyčítá jeho syn, že se ve svém scénáři o stáří problematice nevěnuje dosti intenzivně.

## Tvůrci

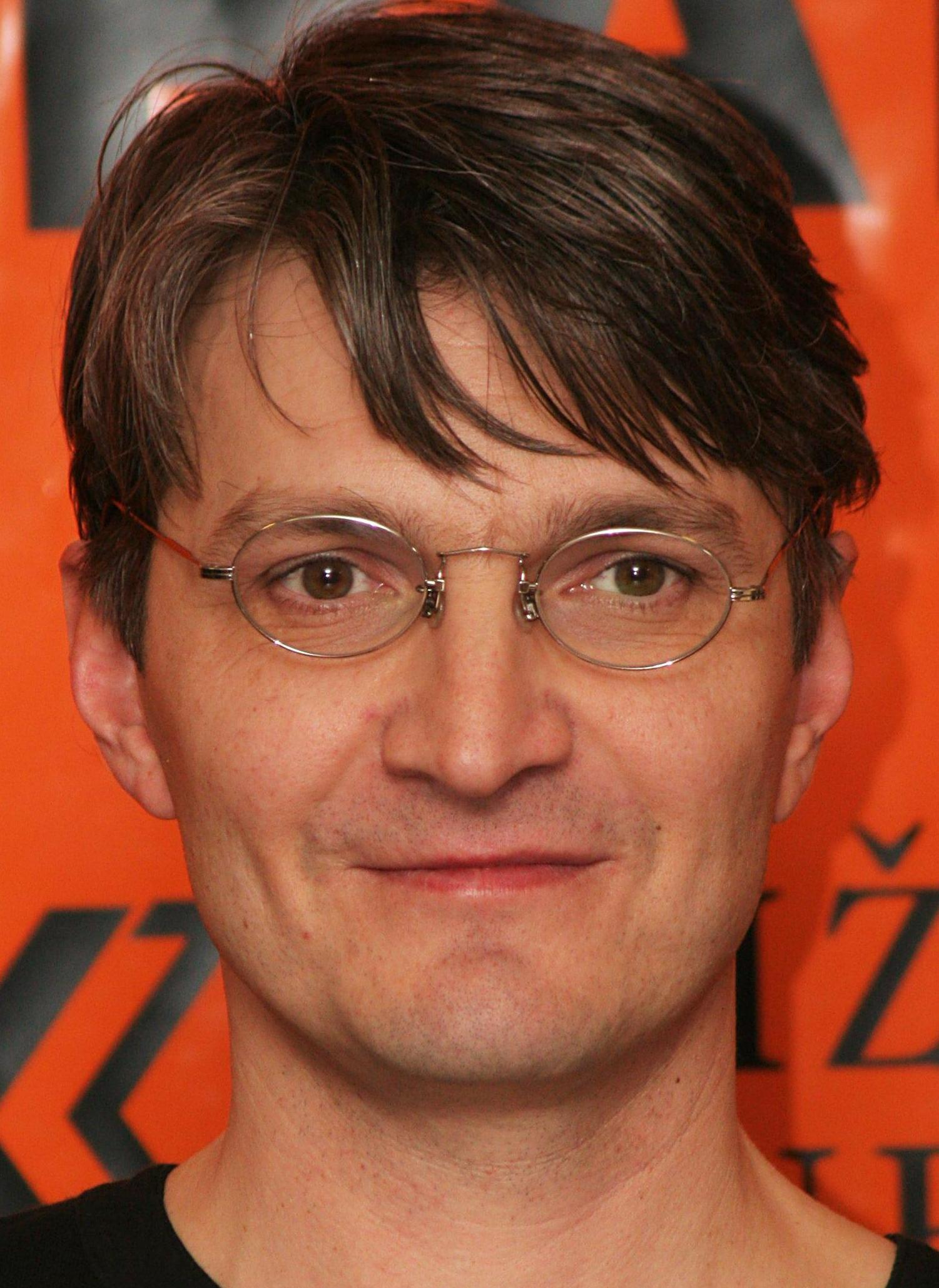
Režisérem snímku je Jan Svěrák

Na snímku se pod režijním vedením Jana Svěráka a Martina Dostála podíleli kameramani Ivan Zachariáš a Radka Šplíchalová. Oba dva režiséři také společně napsali scénář snímku, což si již dřve vyzkoušeli u Svěrákova filmu Jízda. Dramaturgii dokumentu vytvořili Jan Potměšil s Romanem Kopřivíkem a zvuk měl na starosti Viktor Ekrt. Střih snímku provedli Alois Fišárek, s nímž již předtím Jan Svěrák spolupracoval například na filmu Kolja, a Pavel Šístek.

## Kritika
Jan Paulas v Katolickém týdeníku píše, že snímek nevyužil příležitost, aby Zdeňka Svěráka představil se vším všudy. Nabízí, podle něj, pouze Svěrákovu mediální podobu. Dokument tak sice diváky pobaví, nicméně nesdělí jim o Svěrákovi nic nového. Mirka Spáčilová, jež film ocenila 65 %, v Mladé frontě DNES soudí, že by se výbušnější motivy – mezi něž řadí Svěrákův spor s Ladislavem Smoljakem o filmového představitele inspektora Trachty ve filmu Rozpuštěný a vypuštěný nebo se Svěrákovým synem Janem kvůli filmu Vratné lahve – měly být rozloženy po celé ploše filmu, a ne jen v jeho druhé polovině.
Zhodnocení v Britských listech konstatuje, že snímek nepřinesl nic nového. Druhou polovinu filmu navíc označuje za nudnou a recenze postrádá nosný závěr celého dokumentu. Konstatuje, že řada otázek se nedočkala svých odpovědí a další nebyly ani položeny. Tomáš V. Odaha ve své recenzi soudí, že film s ohledem na banálnost a nepřítomnost nějakého hlubšího sdělení může zaujmout snad pouze nekritické obdivovatele Zdeňka Svěráka.